# Friesodielsia biglandulosa
Friesodielsia biglandulosa là loài thực vật có hoa thuộc họ Na. Loài này được (Blume) Steenis mô tả khoa học đầu tiên năm 1964.